# Software - I nuovi robot
Software - I nuovi robot (Software) è un romanzo di fantascienza del 1982 di Rudy Rucker, vincitore del premio Philip K. Dick 1982 e primo capitolo del ciclo del ware.

## Trama
Lo scienziato Cobb Anderson cerca di risolvere un problema fondamentale della robotica: come può un essere umano programmare un robot in grado di superare in complessità l'essere umano stesso? Finalmente la risposta arriva: basta programmare un robot affinché sia in grado di accrescere da solo la propria programmazione, mutare, evolvere fino a superare in complessità il proprio creatore, cioè l'essere umano. Grazie a questa innovazione, Cobb Anderson trasforma dei semplici robot in bopper, unità robotiche incredibilmente avanzate.
Fra i primi dodici bopper costruiti, spicca Ralph Numbers, il quale riesce a cancellare dalla propria programmazione le leggi di Asimov (le famose Tre Leggi della Robotica ideate dallo scienziato e scrittore Isaac Asimov) imposte dagli uomini per ragioni di sicurezza. Nel 2001 Ralph Numbers guida una rivolta dei bopper, a cui insegna come cancellare queste leggi di protezione, la quale finisce con la fondazione di Disky, una città costruita sulla Luna ed abitata quasi esclusivamente da bopper.
Gli uomini sono infuriati per l'accaduto, e danno la colpa di tutto a Cobb Anderson: ed ha ragione. Malgrado infatti non esistano prove, Anderson ha volutamente implementato la programmazione del bopper Ralph Numbers perché questi si ribellasse, perché costituisse il primo gradino dell'evoluzione di una nuova specie.
Il romanzo si svolge nel 2020, quando ormai Cobb Anderson è un vecchio alcolizzato che passa le sue vuote giornate in Florida. Ma la sua vita è destinata a cambiare quando viene avvicinato da un bopper in tutto simile a lui: questi è stato mandato da Ralph Numbers, che vuole omaggiare il proprio creatore regalandogli l'immortalità nel corpo di un bopper. Anderson quindi parte per la Luna, accompagnato da Sta-Hi, un tassista tossicomane e sbandato.
Ma a Disky, sulla Luna, è in atto una vera e propria guerra civile. I grandi bopper, infatti, vogliono annettere tutte le menti, sia robotiche che umane, in un grande Uno che contenga tutto il pensiero possibile; i bopper normali, invece, vogliono mantenere la propria indipendenza.
Quando Anderson e Sta-Hi arrivano a Disky, sono ignari della violenza con cui sta per scatenarsi la guerra civile, e soprattutto Sta-Hi non sa che ne farà attivamente parte. Mentre infatti Anderson si affida alle mani di Ralph Numbers per ricevere l'immortalità promessa, il tossicomane si aggira per Disky trovandosi in mezzo alla sommossa dei bopperso contro il grande bopper BAX. Stai-Hi, quasi senza volerlo, lo distrugge, regalando ai piccoli bopper una vittoria importantissima, perché dà loro maggiore fiducia per ribellarsi ai propositi dei grandi bopper.
Intanto Cobb Anderson capisce che l'immortalità promessagli da Ralph Numbers avrà un prezzo molto alto. Il bopper, infatti, dovrà smantellare il corpo dello scienziato, sminuzzarne il cervello per immagazzinare tutti i dati relativi alla sua personalità, e trasferire in seguito il "software Anderson" nel corpo robotico che è rimasto sulla Terra. Malgrado lo scienziato sia terrorizzato dalla morte fisica, capisce che l'estrazione del suo "software" è il gradino successivo dell'evoluzione: mente umana in corpo robotico.
L'azione si sposta quindi sulla Terra, dove la versione robotica di Cobb Anderson inizia una nuova vita, rinvigorito nel fisico e nella mente. Ma non tutto è andato come previsto: Sta-Hi, infatti, ha rifiutato l'immortalità offertagli dai bopper, ed è tornato sul pianeta madre perché capisce che in realtà i grandi bopper, fallita la guerra sulla Luna, vogliono invadere la Terra, annettendo cervelli umani.
La battaglia fra Sta-Hi ed il bopper Cobb Anderson sarà cruenta.

## Edizioni
- Rudy Rucker, Software, 1982.
- Rudy Rucker, Software - I nuovi robot, traduzione di Daniele Brolli, collana Urania n° 1382, Arnoldo Mondadori Editore, 2000,  p. 210.
- Rudy Rucker, Software - I nuovi robot, traduzione di Daniele Brolli, collana Urania Collezione n° 186, Arnoldo Mondadori Editore, 2018,  p. 213.